# Tampico
Tampico (del huasteco: Tampikꞌoꞌ ‘Lugar de perros de agua’) es una ciudad y puerto en México, ubicada en la región Huasteca del estado de Tamaulipas. Es una de las grandes ciudades que tiene mayor desarrollo económico del estado y una de las más importantes de la región noreste de México. Según el censo del 2020, la ciudad tiene una población de 297 373 habitantes, siendo la ciudad más poblada de la zona metropolitana de Tampico y la quinta del estado.

## Geografía
Tampico es la cabecera del municipio del mismo nombre, su plaza de armas se localiza en la parte sureste del estado de Tamaulipas, colindando con el estado de Veracruz a través de Pueblo Viejo a 10 km de su desembocadura que se encuentra en Golfo de México.
La zona alrededor de Tampico está constituida por los municipios metropolitanos de Altamira y Ciudad Madero en Tamaulipas, por otra parte en Veracruz están Pánuco y Pueblo Viejo, la parte veracruzana de la conurbación se conecta al sur de Tamaulipas por medio del Puente del Moralillo y Puente Tampico y por 8 pasos de botes que atraviesan el río Pánuco, son cercanas las ciudades de Ébano, Ciudad Valles y Tamuín en el estado de San Luis Potosí; Huejutla en el estado de Hidalgo; Tantoyuca, El Higo, Tempoal, Poza Rica, Tuxpan, Pánuco, Cerro Azul, y Naranjos en el estado de Veracruz.

### Fauna

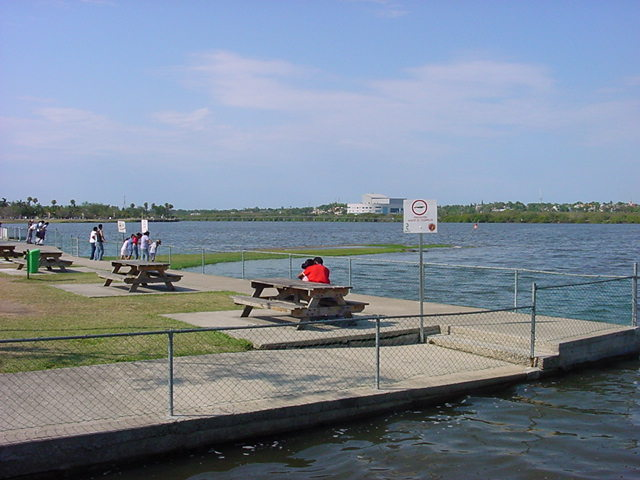
Laguna del Carpintero.

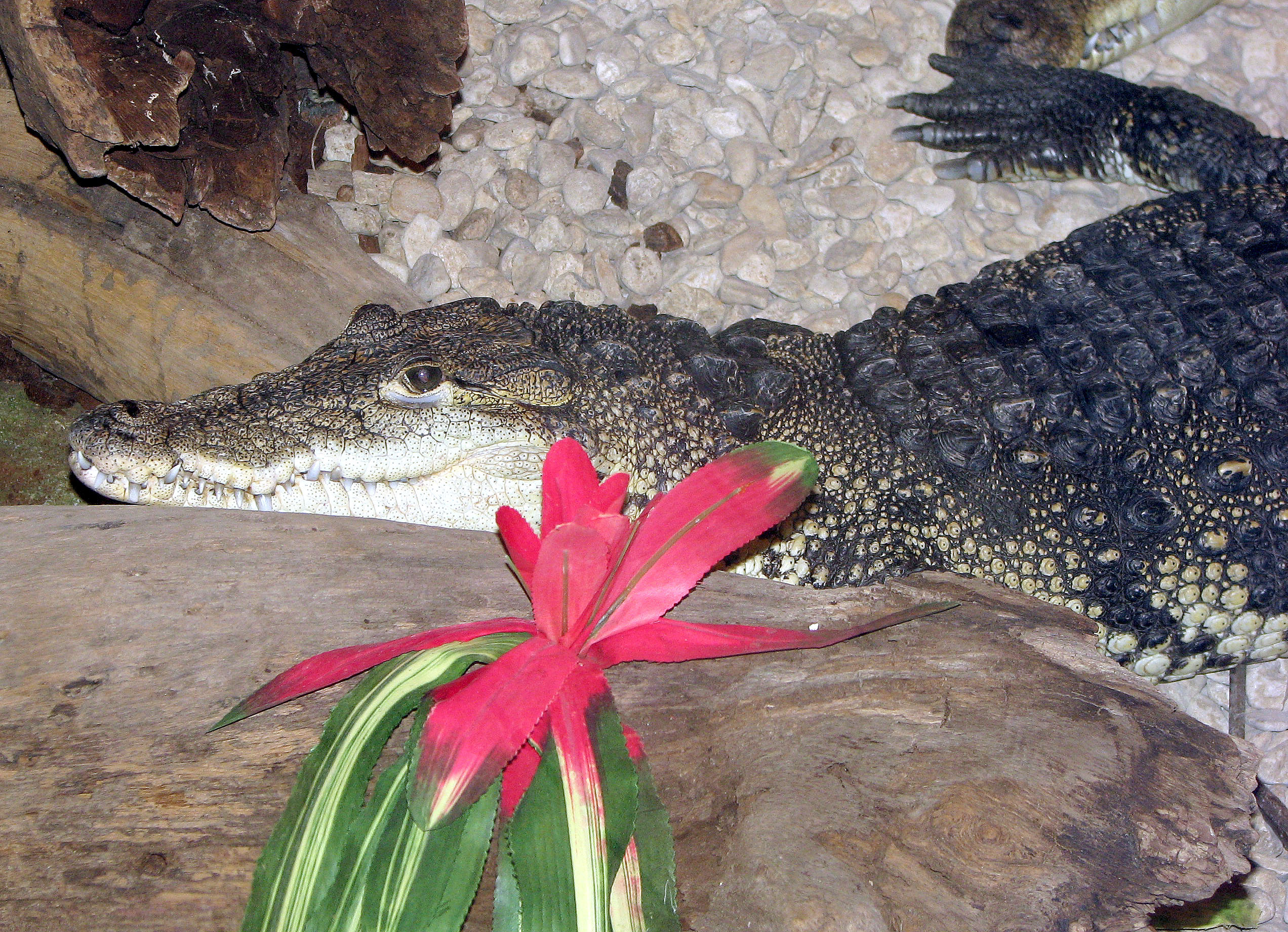
Cocodrilo de Morelet.

Tampico es privilegiado en cuanto a fauna se refiere, su ubicación geográfica le permite contar con una gran variedad de especies animales.
En un espacio en el que incluyen el medio acuático estuarino y terrestre, en pleno corazón de la ciudad, la Laguna del Carpintero constituye un territorio que, no obstante estar sometido a una constante presión urbana, posee una gran variedad de especies animales. La Laguna del Carpintero está conectada por el Canal de la Cortadura con el río Pánuco, la laguna posee una profundidad máxima de 6 metros.
En la Laguna del Carpintero habita el cocodrilo de Morelet (Crocodylus moreletii), lo que hace un atractivo más en este punto de la ciudad. Steve Irwin ("El Cazador de Cocodrilos") realizó un viaje hasta La Laguna del Carpintero para documentar una investigación sobre los cocodrilos de la zona.
Tampico es un sitio donde arriban en invierno pelícanos y patos procedentes de Canadá y los Estados Unidos de América, los cuales pueden observarse en la Laguna del Chairel y el Río Tamesí; Su fauna cuenta con ibis, garzas, mapaches, zarigüeyas, nutrias y tortugas entre otras especies.
La Laguna de la Vega Escondida forma parte del sistema lagunario del Río Tamesí siendo un área protegida de 2217 ha la cual habitan al menos veinticuatro especies animales incluyendo la nutria y cuatro vegetales, además de algunas especies animales endémicas.

## Clima
La ciudad de Tampico tiene un clima tropical de sabana. La temperatura promedio es de 22 °C con una máxima en el estío de 44 °C y una mínima promedio de 13 °C en los meses de invierno. El verano es muy húmedo y con temperaturas superiores a 30 °C por muchos días y el invierno es fresco con algunos días fríos pudiendo llegar a temperaturas cercanas a 5 °C o en algunos años acercándose a 0 °C. Tampico es una de las ciudades con mayor humedad de México llegando al 100 % en humedad (uno de los más altos niveles de humedad en México). Existen dos registros de nevadas en Tampico, la primera es del 14 de enero de  1852 (173 años) y la última el 14 de febrero de  1895 (130 años), este es el récord de Norteamérica para el reporte de nieve más al sur en una localidad a nivel del mar. La temperatura mínima registrada fue de -4 °C en 1962. Las últimas granizadas de las que se tiene conocimiento son dos: la primera, el 15 de enero de 2010, se presentó sólo en colonias de la zona norte de la ciudad y en Altamira, y la segunda, el 9 de marzo de 2016, se presentó en toda la zona conurbada, municipios del norte de Veracruz y municipios del oriente de San Luis Potosí.
| Parámetros climáticos promedio de Tampico, Tamaulipas (40 m)       | Parámetros climáticos promedio de Tampico, Tamaulipas (40 m) | Parámetros climáticos promedio de Tampico, Tamaulipas (40 m) | Parámetros climáticos promedio de Tampico, Tamaulipas (40 m) | Parámetros climáticos promedio de Tampico, Tamaulipas (40 m) | Parámetros climáticos promedio de Tampico, Tamaulipas (40 m) | Parámetros climáticos promedio de Tampico, Tamaulipas (40 m) | Parámetros climáticos promedio de Tampico, Tamaulipas (40 m) | Parámetros climáticos promedio de Tampico, Tamaulipas (40 m) | Parámetros climáticos promedio de Tampico, Tamaulipas (40 m) | Parámetros climáticos promedio de Tampico, Tamaulipas (40 m) | Parámetros climáticos promedio de Tampico, Tamaulipas (40 m) | Parámetros climáticos promedio de Tampico, Tamaulipas (40 m) | Parámetros climáticos promedio de Tampico, Tamaulipas (40 m) |
| Mes                                                                | Ene.                                                         | Feb.                                                         | Mar.                                                         | Abr.                                                         | May.                                                         | Jun.                                                         | Jul.                                                         | Ago.                                                         | Sep.                                                         | Oct.                                                         | Nov.                                                         | Dic.                                                         | Anual                                                        |
| ------------------------------------------------------------------ | ------------------------------------------------------------ | ------------------------------------------------------------ | ------------------------------------------------------------ | ------------------------------------------------------------ | ------------------------------------------------------------ | ------------------------------------------------------------ | ------------------------------------------------------------ | ------------------------------------------------------------ | ------------------------------------------------------------ | ------------------------------------------------------------ | ------------------------------------------------------------ | ------------------------------------------------------------ | ------------------------------------------------------------ |
| Temp. máx. abs. (°C)                                               | 33                                                           | 36.5                                                         | 42                                                           | 40.5                                                         | 43.5                                                         | 38.5                                                         | 37                                                           | 37.5                                                         | 39                                                           | 37                                                           | 37.5                                                         | 36.2                                                         | 43.5                                                         |
| Temp. máx. media (°C)                                              | 22.9                                                         | 24.3                                                         | 26.8                                                         | 29.3                                                         | 31.2                                                         | 32                                                           | 32                                                           | 32.4                                                         | 31.6                                                         | 29.9                                                         | 27                                                           | 24.1                                                         | 28.6                                                         |
| Temp. media (°C)                                                   | 18.8                                                         | 20.1                                                         | 22.8                                                         | 25.5                                                         | 27.7                                                         | 28.6                                                         | 28.5                                                         | 28.7                                                         | 27.9                                                         | 26                                                           | 22.9                                                         | 19.9                                                         | 24.8                                                         |
| Temp. mín. media (°C)                                              | 14.7                                                         | 15.9                                                         | 18.8                                                         | 21.7                                                         | 24.2                                                         | 25.1                                                         | 24.9                                                         | 25                                                           | 24.2                                                         | 22                                                           | 18.8                                                         | 15.8                                                         | 20.9                                                         |
| Temp. mín. abs. (°C)                                               | 1                                                            | 3                                                            | 8                                                            | 12                                                           | 15.2                                                         | 19.5                                                         | 20                                                           | 19.5                                                         | 16.5                                                         | 9                                                            | 6                                                            | -1.5                                                         | -1.5                                                         |
| Lluvias (mm)                                                       | 26.3                                                         | 21.4                                                         | 17.2                                                         | 22.5                                                         | 53.5                                                         | 177.6                                                        | 146.8                                                        | 157.9                                                        | 280.4                                                        | 144.7                                                        | 44.5                                                         | 44.3                                                         | 1137.1                                                       |
| Días de lluvias (≥ 0.1 mm)                                         | 5.8                                                          | 5                                                            | 3.6                                                          | 3.9                                                          | 4.5                                                          | 9.7                                                          | 11.6                                                         | 12                                                           | 14.6                                                         | 9.6                                                          | 6.8                                                          | 6.5                                                          | 93.6                                                         |
| Horas de sol                                                       | 116.4                                                        | 134.2                                                        | 175.6                                                        | 176.1                                                        | 203                                                          | 233.6                                                        | 220.3                                                        | 221.3                                                        | 183.6                                                        | 192.7                                                        | 148.4                                                        | 131.1                                                        | 2136.3                                                       |
| Humedad relativa (%)                                               | 78                                                           | 78                                                           | 77                                                           | 77                                                           | 78                                                           | 78                                                           | 78                                                           | 77                                                           | 78                                                           | 77                                                           | 78                                                           | 77                                                           | 78                                                           |
| Fuente n.º 1: Servicio Meteorológico Nacional (humidity 1981–2000) |                                                              |                                                              |                                                              |                                                              |                                                              |                                                              |                                                              |                                                              |                                                              |                                                              |                                                              |                                                              |                                                              |
| Fuente n.º 2: NOAA (sun 1961–1990)                                 |                                                              |                                                              |                                                              |                                                              |                                                              |                                                              |                                                              |                                                              |                                                              |                                                              |                                                              |                                                              |                                                              |

## Historia

### Pueblo Viejo de Tampico

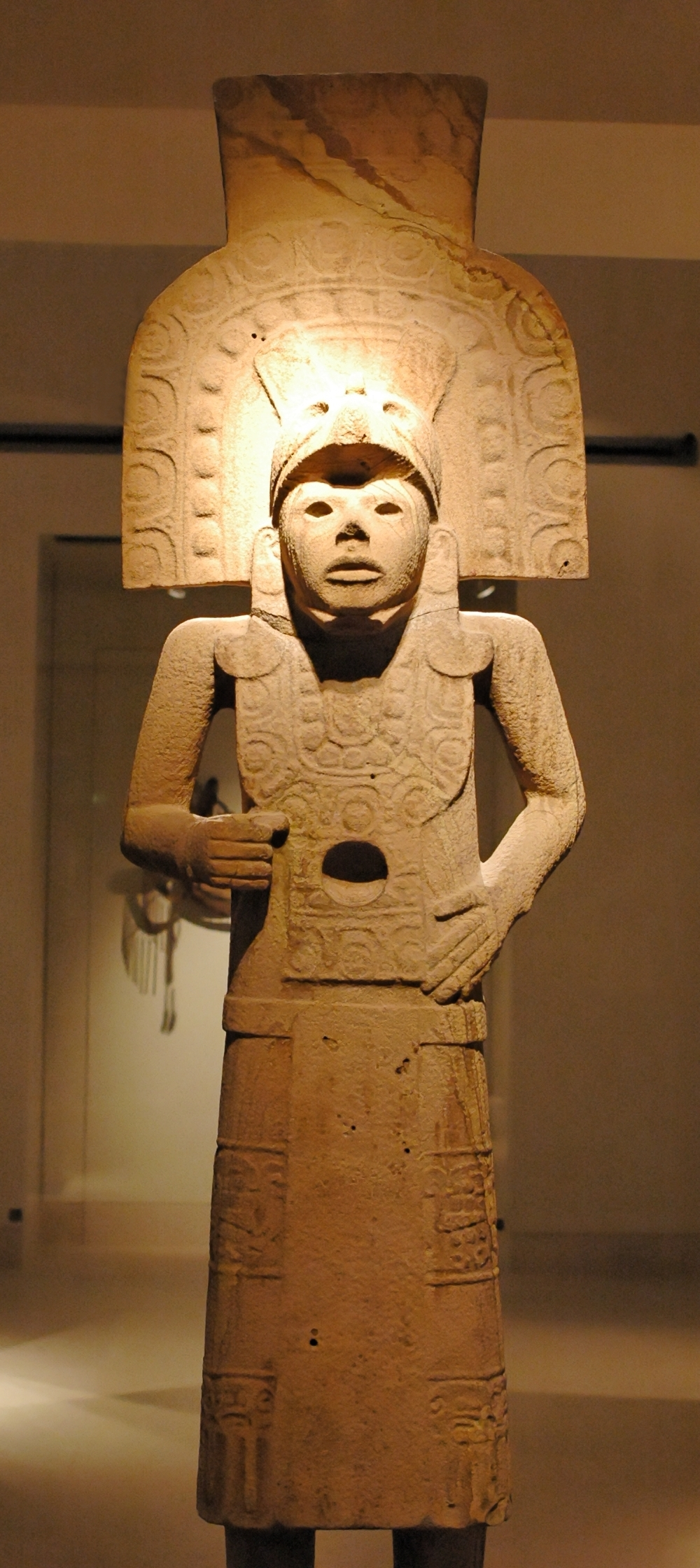
Pieza arqueológica Huasteca

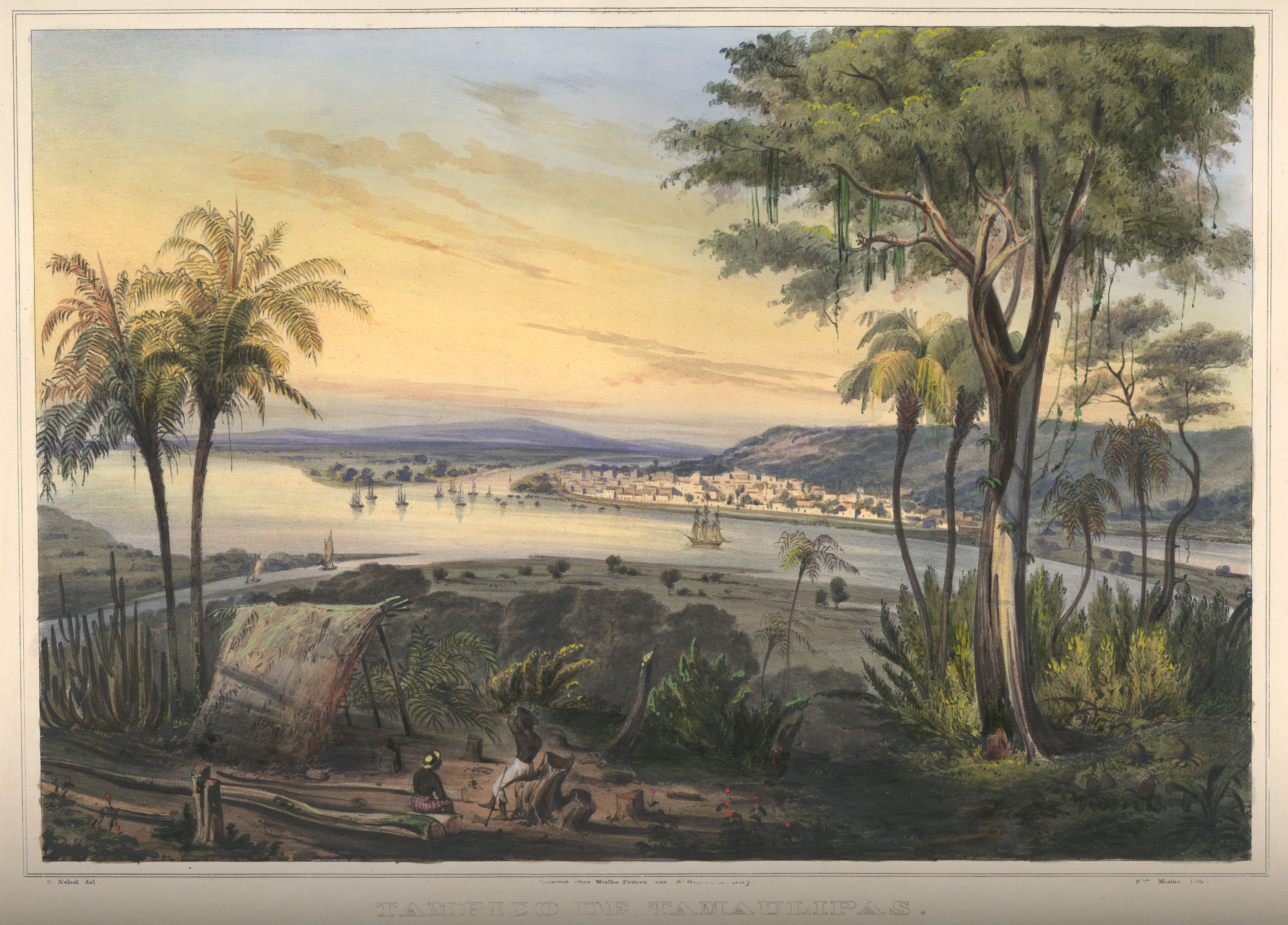
Vista de Tampico, en 1830, por Carlos Nebel

La palabra "Tampico" tiene sus orígenes en las voces huastecas Tam "lugar de" y Pico "perros". No se han logrado poner de acuerdo los autores e historiadores en cuanto al vocablo Tampico y su verdadero significado, lugar de perros de agua o lugar de nutrias, ya que en documentos históricos se ha encontrado el uso de perros domésticos en el escudo de la ciudad. En el palacio municipal de la ciudad se encuentran en su fachada dos escudos, en ambos con cánidos.
En 1520, por órdenes de Garay, cuatro embarcaciones al mando de Alonso Álvarez de Pineda, partieron de la isla de Jamaica y recorrieron el litoral del golfo de México hasta la península de la Florida. A su regreso intentaron establecer una guarnición en los márgenes del río Pánuco, siendo repelidos por los huastecos, retirándose al sur donde encontraron establecido la Villa Rica de la Vera Cruz de Hernán Cortés, quién capturó a un puñado de soldados y volviendo la expedición a Jamaica. Ese mismo año, Garay envió una segunda expedición al mando de Diego de Camargo, la cual de nuevo fracasó ante el ataque de los huastecos, uniéndose los sobrevivientes a las fuerzas de Cortés.
En 1522, terminada la conquista de Tenochtitlan, Cortés organizó una expedición al río Pánuco para vengar a los muertos. Mientras tanto Garay consiguió el nombramiento de adelantado para colonizar el lugar al llegar la región estaba despoblada, por lo que pactó con Cortés en la Ciudad de México. Pero Garay murió repentinamente a los pocos días dejando como albacea a Hernán Cortés, junto con las fuerzas armadas.
Después de 1532 fray Andrés de Olmos, bajo los constantes ataques piratas, ofrece a los nativos su protección y es entonces cuando el 26 de abril de 1554 inicia la fundación de un monasterio de la orden de los franciscanos, formando la villa de San Luis de Tampico, que estaba ubicada en la margen sur del Pánuco, donde ahora está Pueblo Viejo, Veracruz, llamado antiguamente Pueblo Viejo de Tampico, a raíz de que hacia 1754 un nutrido grupo de pobladores se trasladaron hacia el sur a fundar la Villa de Tampico Alto, debido a ataques de piratas a los comerciantes de la Villa de Tampico.
Los frecuentes viajes de fray Andrés de Olmos no detuvieron los abusos de los piratas, por esta razón emigraron a diferentes lugares del río Tamesí. Este fue el Tampico Joya, la dureza de las condiciones de vida lo motivó a votar por cualquiera de estas dos opciones: irse o quedarse en este sitio. Fundando así la nueva villa el 15 de enero de 1754 con el nombre de villa de San Salvador, ahora conocida como Tampico Alto, Veracruz.

### Santa Anna de Tampico
En la operación de las minas de sal impulsó el desarrollo económico de la región y favoreció el comercio marítimo, cuando el general Antonio López de Santa Anna se rebeló contra Agustín de Iturbide, se dirigió de Veracruz a San Luis Potosí. En su paso llegó a la Villa de Altamira y los habitantes de dicho pueblo vieron necesario crear una nueva aduana, que se localizaría, a la altura de un mítico paraje denominado "el alto del viejo Tampico".
Es el 12 de abril de 1823 que ese Tampico es fundado bajo el nombre "Santa Anna de Tampico", convirtiéndose en el principal puerto de abastecimiento de la región noreste del país.
Con su historia, Tampico ha sido testigo de importantes eventos que han marcado la historia comercial de México, entre ellos, su importante participación en el comercio marítimo entre México y el extranjero, que comenzó en 1824, cuando le fue otorgado oficialmente el estatus de puerto.
Santa Anna de Tampico fue fundado en abril de 1823 a iniciativa de un grupo de comerciantes Altamirenses de notable poderío económico.
Estos actuaron con sagacidad para obtener la autorización solicitada que poco antes el Emperador Agustín I les había negado por conducto de Manuel Gómez Pedraza, comandante militar de la Huasteca.
Sagacidad y oportunismo de los fundadores que aprovecharon el movimiento de crisis derivado de la abdicación de Iturbide, así como la estancia en Altamira de Antonio López de Santa Anna (otrora panegirista del emperador y ahora su detractor), solicitándole el 5 de abril el permiso respectivo, el cual les fue concedido dos días después "en virtud de las solidas razones" expuestas en su petición.
Vale señalar que ese mismo 7 de abril, en Ciudad de México el Congreso apenas declaraba nula la coronación de Agustín I, quedando pendiente a la nación escoger "la forma de gobierno que mejor le acomodase".
Es muy probable que se trate tan solo de un mito, pero a lo largo del tiempo se ha repetido que para convencer al entonces joven militar jalapeño, los solicitantes llevaron a su dormitorio a una bella dama apodada La Morena, con lo que fue más sencillo que les firmara la autorización o permiso.
Sea esto cierto o falso, el 8 de abril el Ayuntamiento de Altamira acordó que el pueblo a fundar llevaría el nombre de Santa Anna de Tampico.
El 12 de abril de 1823 se fundó la ciudad de Santa Anna de Tampico, con un número reducido de vecinos de la Villa de Altamira. En los papeles agregados al acta de fundación aparece el nombre de los fundadores, entre ellos Cayetano Quintero, Felipe Ederra, Juan de Villatoro, Andrés de Lagos, la familia Castilla, Juan Antonio de los Reyes, Juan de Escobar, Domingo Vázquez y muchos más. Según la documentación que obra en el archivo histórico de Tampico en 1825 legajo I y XXII se designa el primer alcalde de la nueva población de Tampico a Romualdo Antonio Segovia. Correspondió a él realizar como primera autoridad de la ciudad que nacía los actos elementales y básicos que dan forma y estructura a una agrupación de seres humanos para que pueda integrar la comunidad permanente y organizada capaz de subsistir.
Apenas iniciado su mandato, formula las primeras 22 ordenanzas municipales de Tampico que forman el cuadro legal que permite el desarrollo ordenado e institucional de la ciudad recién fundada, meses después expide el primer bando de policía y buen gobierno. En su carácter de autoridad civil en el mes de marzo de 1825, preside una ceremonia esencial en la vida pública de la época: la bendición del primer templo católico de la villa, la parroquia que se construyó en el lugar donde hoy se levanta la Catedral de Tampico. Después se dedica a construir las obras importantes que exige una población en sus años iniciales: una cárcel "de mampostería y zaguán para el cuerpo de guardia"; nuevo camino de Tampico a Altamira; un mercado sobre la ribera del río para ordenar el disperso comercio de la zona fluvial que ya empieza a tener movimiento por la llegada de los primeros barcos. Con este empeño constructor de la autoridad municipal, coincide la decisión del gobierno nacional de establecer en Tampico una receptoria marítima, lo que prácticamente, abre las puertas a la navegación.

En ese mismo año, el Congreso del estado de Tamaulipas expide la primera constitución. Corresponde a la primera autoridad de Tampico convocar al pueblo a celebrar la jura de la constitución recién votada.
"Romualdo Antonio Segovia, alcalde único de esta villa, a todos, estantes y habitantes de ella, hago saber que la municipalidad a determinado se celebre el día de mañana 31 del corriente, la jura de la constitución política del estado y para que llegue a noticia de todos y ninguno alegue ignorancia, mando se publique por bando que se fijara el los parajes públicos, Tampico de Tamaulipas, Julio 30 de 1825, II de la instalación del congreso del estado..."

#### La Victoria de Tampico de 1829
En 1829 España, por acuerdo del Rey Fernando VII, intenta reconquistar México enviando al brigadier Isidro Barradas al mando de importantes tropas españolas. Fue entonces cuando se libraron acciones de guerra a lo largo del Río Pánuco hasta la Plaza de la Libertad, resultando vencedores los mexicanos al mando del general Antonio López de Santa Anna y el general Manuel Mier y Terán, firmando la capitulación del ejército invasor en la Casa Fuerte de Castilla, frente a la Plaza de la Libertad en el centro histórico de la ciudad. Esta podría considerarse como la única ocasión en la historia de México en que un ejército extranjero invasor ha sido derrotado en forma definitiva, siendo los prisioneros de guerra expulsado del país, consolidándose la Independencia Nacional.

#### Batalla del Fortín de la Barra
El 10 de septiembre de 1829 la batalla del Fortín de la Barra entre el ejército de operaciones Mexicano y el ejército de vanguardia de reconquista Español comenzó.
Tras disminuir la fuerza de un huracán que entró la noche del 9 de septiembre, cuyos vientos y agua dañaron fortificaciones mexicanas y españolas, las fuerzas del general Manuel de Mier y Terán, reunidas en el fortificado Paso de Doña Cecilia (hoy Paso del Zacate, en Cd. Madero), que sumaban mil hombres, recibieron en la tarde del 10 el refuerzo de seiscientos soldados con el general Santa Anna a la cabeza con los cuales se atacaría la posición enemiga ubicada en la bocana del Río Pánuco.
El trayecto hasta dicho punto no fue sencillo al estar anegado por el agua y el fango que dificultaba el tránsito de los cañones. Por causa de la tormenta se perdió más de la mitad de la pólvora y municiones, sumando que las tropas de Terán, soldados y cívicos de Tamaulipas, estaban agotadas por la fuerza de los elementos y la falta de descanso y comida.
Con 900 unidades de infantería llegaron a las cercanías del reducto del invasor: un fortín construido sobre un médano, reforzado con sacos de arena y formado por estacas, de dos niveles y con cuatro cañones de largo alcance.
Era necesario poner pronta solución aprovechando las circunstancias y el ardor de una tropa deseosa de defender a su joven patria.

He aquí el general De Mier y Terán en su informe:
" Antes de preparar el ataque cayeron a nuestro lado cuatro hombres muertos y un ayudante lastimado por la metralla de un cañón de grueso calibre, circunstancia que, como vio su Excelencia (se refiere al General santa Anna), contribuyó a enardecer más a nuestros soldados. Partieron dos guerrillas al mando del coronel Nicolás Acosta, del teniente Francisco de Paula y Tamariz y en cinco minutos estuvieron en el parapeto enemigo, y dos columnas guiadas por el teniente Pedro Lemus y el jefe Andreis. A las dos menos cuatro (del 11) comenzó el terrible ataque sostenido por nuestra tropa con audacia singular. El que más lejos se batía lo hacía a punta de pistola y los demás con los puños y a la bayoneta. La artillería enemiga nada podía hacer por estar nuestros soldados más allá del tiro fijo, pero la circunstancia de estar los cañones en el segundo atrincheramiento sobre la cima de aquél monte de arena pudo salvar al enemigo, desalojado del primer recinto, y se hubiera introducido en las troneras porque la acción principal ocurrió a cada lado del parapeto enemigo; y así se batieron hasta las cinco y media de la mañana."
La tropa del fortín español pudo hacer uso de sus cañones aprovechando la confusión de la batalla y la oscuridad. Las metrallas eran balas de adhesivos y clavos que estallaron en abanico y causaron graves daños y bajas de consideración entre nuestros soldados.

#### Captura de la balandra española
El 3 de septiembre de 1829, tras la reanudación de las hostilidades entre el ejército de vanguardia de reconquista Español y el ejército de operaciones Mexicano el fuego desde el lado Veracruzano no cesaba.
En el paso "del Humo" se habilitó un fortín con cañones que día y noche atacaban Tampico, ocupada por el ejército Español cuyo comandante, el Brigadier Isidro Barradas, estaba cada vez más desmoralizado por la disminución de víveres y el aumento de muertos en combate o a causa de las enfermedades, Tampico estaba cercado por dos fortines al norte, en el camino de Altamira, y dos más desde el lado Veracruzano: el paso "del Humo" y "Las Piedras", siendo poco lo que podían hacer los invasores desde la ciudad, pese a tener una lancha cañonera en la laguna del Carpintero y un fortín en el lugar llamado "Casablanca", cartas iban y venían entre Barradas y el comandante en jefe del ejército Mexicano, el general Antonio López de Santa Anna, negociando un regreso a la corona Española que no ocurriría.
El día 2 de septiembre los españoles concluyeron la construcción de un fuerte sobre un gran médano de arena en la bocana del río Pánuco y lo armaron con tres cañones de 18 libras, de largo alcance, para ahuyentar a sus posibles atacantes, desde una lancha, protegido por la distancia, Santa Anna y su ayudante de guerra fueron a comprobar las obras de dicha fortificación que podría representar serios problemas por su excelente diseño.
Desde el día 30 de agosto fondeó en el río una balandra en el fortín de La Barra (por la bocana) con el objeto de trasladar petrechos y refuerzos, a fin de dar un golpe de gracia al poder español sobre el río, Santa Anna ordenó al teniente coronel Carlos Beneski capturar dicha embarcación, aprovechó el militar polaco la cerrada noche del día 3 y la tormenta para navegar con tres lanchas y cuarenta soldados hacia la posición enemiga, comunicándose con susurros para no ser descubiertos, la balandra estaba atada al muelle del fortín y vigilada por su tripulación, con las armas inutilizadas en el momento en que sigilosamente las tropas mexicanas la abordaron, por el elemento sorpresa no fue posible armar una estrategia de defensa, así que la tripulación se rindió a los mexicanos, pero su comandante logró huir lanzándose al revuelto río, desde el fortín enemigo respondieron lanzando una bengala de alerta y un cañonazo que no acertó, aunque causó que tres soldados cayeran al agua y se hundieran, Beneski ordenó cortar las amarras y con las mismas lanchas remar contra la corriente sin más luz que la de los relámpagos hasta el fortín de "Las piedras" donde fueron recibidos triunfalmente por tan gran logro, los españoles enviaron una lancha cañonera para intentar rescatarla, pero fracasaron.
Los mexicanos habían capturado y tenían en su poder la Balandra Española, la Exposición-Museo que se encuentra en la planta baja del Edificio Histórico de la Ex Aduana Marítima de Tampico conserva armas y banderas rendidas por el Ejército Español en 1829. La letra del Himno Nacional Mexicano se inspira en este pasaje militar.
Tampico es Heroico por esta importante victoria militar, el edificio de la Aduana de Tampico es de estilo inglés y fue inaugurado el 16 de octubre de 1902 durante el Porfiriato.

### Intervención francesa
Al estar situada Tampico en la desembocadura del Río Pánuco su importancia era estratégica en cuanto a la salida de la plata hacia el continente europeo. En 1861 se designó al general Santiago Tapia como jefe político y militar de la plaza, con el objetivo de preparar la zona contra un posible ataque francés. Sin embargo, en 1862 las tropas conservadoras toman Tampico y en noviembre de dicho año desembarcan las tropas francesas al mando del contralmirante Jean Pierre Edmond Jurier de la Graviere. La ocupación duró pocas semanas, ya que en enero de 1863 el comandante general de la invasión, el mariscal Forey, ordenó la retirada de las tropas, situación que habría de revertirse con la nueva toma de Tampico el 11 de agosto después de un bombardeo por parte de las tropas mexicanas a los navíos franceses. Después de un intento por parte del general republicano Pedro J. Méndez de sitiar el puerto, finalmente la plaza es dominada por las fuerzas conservadoras, quienes tomaron todos los puestos de gobierno.
El puerto se encontraba resguardado por tropas de procedencia francesa y argelina al mando del coronel Charles Dupin conocido por su temperamento cruel, a tal grado que Maximiliano lo removió de Tampico en 1865, aunque poco duró la suerte de los tampiqueños al devolver Napoleón III a Dupin en enero de 1866. Al mando del general republicano Ascensión Gómez se produjo un ataque sorpresa en el denominado Fortín de Iturbide el día 2 de mayo, organizándose diferentes ataques hasta que por fin el 7 de agosto la flota francesa terminó por rendirse definitivamente y abandonó el puerto de Tampico.

### SigloXX
El auge petrolero de 1900 trajo consigo numerosos emigrantes de todo el mundo lo cual conllevó a la creación de nuevos espacios como ocurrió con la fundación de la American School en 1917, hoy Escuela Americana de Tampico.

#### El Incidente de Tampico
El Incidente de Tampico fue un trifulca menor ocasionada por un malentendido entre marinos estadounidenses y unidades federales durante la Revolución mexicana en 1914 que dio como resultado la famosa Ocupación estadounidense de Veracruz de 1914.

#### Toma de la Plaza de Tampico
El 8 de mayo de 1920, se llevó a cabo la toma de la Plaza de Tampico, Tamaulipas, contra fuerzas carrancistas comandadas por el ex –General Carlos S. Orozco. Dos meses después de la visita del Presidente Álvaro Obregón al puerto.

#### Desarrollo industrial y comercial
Tampico, es llamado "Cuna de la aviación mexicana", debido a que de ahí salió el primer vuelo a la Ciudad de México vía Tuxpan, el avión era un Lincoln estándar de la compañía. H. Lawson, junto con L. A. Winship y Elmer C. Hammond, fundan la Compañía Mexicana de Transportación Aérea (CMTA) el 12 de julio de 1921, pero es hasta el 21 de agosto de 1921 cuando tuvo lugar el vuelo inaugural de la CMTA en el que viajó su primer pasajero. Más adelante George L. Rhil comprará la CMTA. Con esta nueva organización se fundó el 20 de agosto de 1923 la Compañía Mexicana de Aviación (CMA) más conocida como Mexicana de Aviación. El legendario Charles Lindbergh estuvo dos veces en Tampico. Una en 1928 en su gira mundial después de su hazaña de cruzar el Atlántico, y la otra para comandar el primer vuelo a bordo del trimotor Ford que se nombró “México”. La introducción de este nuevo equipo revolucionó el servicio de traslado al contar con capacidad para 13 pasajeros, dando inicio a nueva etapa de la aviación comercial “masiva” en 1929.
Otra de las industrias que muestra el desarrollo industrial y comercial que se alcanzó en el siglo pasado sucedió en 1926 cuando la primera planta embotelladora de Coca-Cola en México fue construida en esta ciudad, siendo así pionera de esta industria en el país.
Origen del Grupo Comercial Tampico en el año 1963.

## Economía

### PIB
Con base en los censos económicos 2004 del INEGI la ciudad tiene un PIB a precios constantes base 1993 de 48 154 millones de pesos y 164 837 millones de pesos en la zona conurbada y un PIB por cápita para la Zona Metropolitana de 205 280 pesos mexicanos.

### Industria

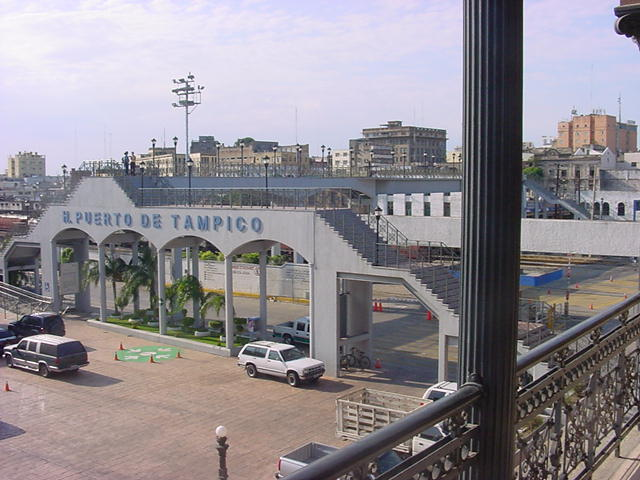
Puerto de Tampico, importante sector en la economía de la ciudad, principalmente como fuente de turismo.

La zona metropolitana es una importante puerta para el comercio exterior, siendo la única parte de México que cuenta con dos puertos modernos a corta distancia. En el corredor industrial, ubicado al norte de la zona, se encuentran importantes empresas nacionales, internacionales y multinacionales en las que predomina la fabricación de polímeros para diferentes usos, también abastece de 3350 MW aproximadamente al sistema eléctrico de México. Es así como estos dos puertos extienden su región de influencia a ciudades como Monterrey, San Luis Potosí, Aguascalientes y Guadalajara principalmente.
Tampico es sede de la Primera Zona Naval de México. Anteriormente, la región en la cual se asienta Tampico fue una región rica en petróleo, sin embargo los pozos de extracción ya no son económicamente productivos, dedicándose actualmente a la refinación de petróleo, pues en Ciudad Madero está ubicada la refinería Francisco I. Madero, con sus propios muelles y un dique seco.

### Ciudad comercial y servicios

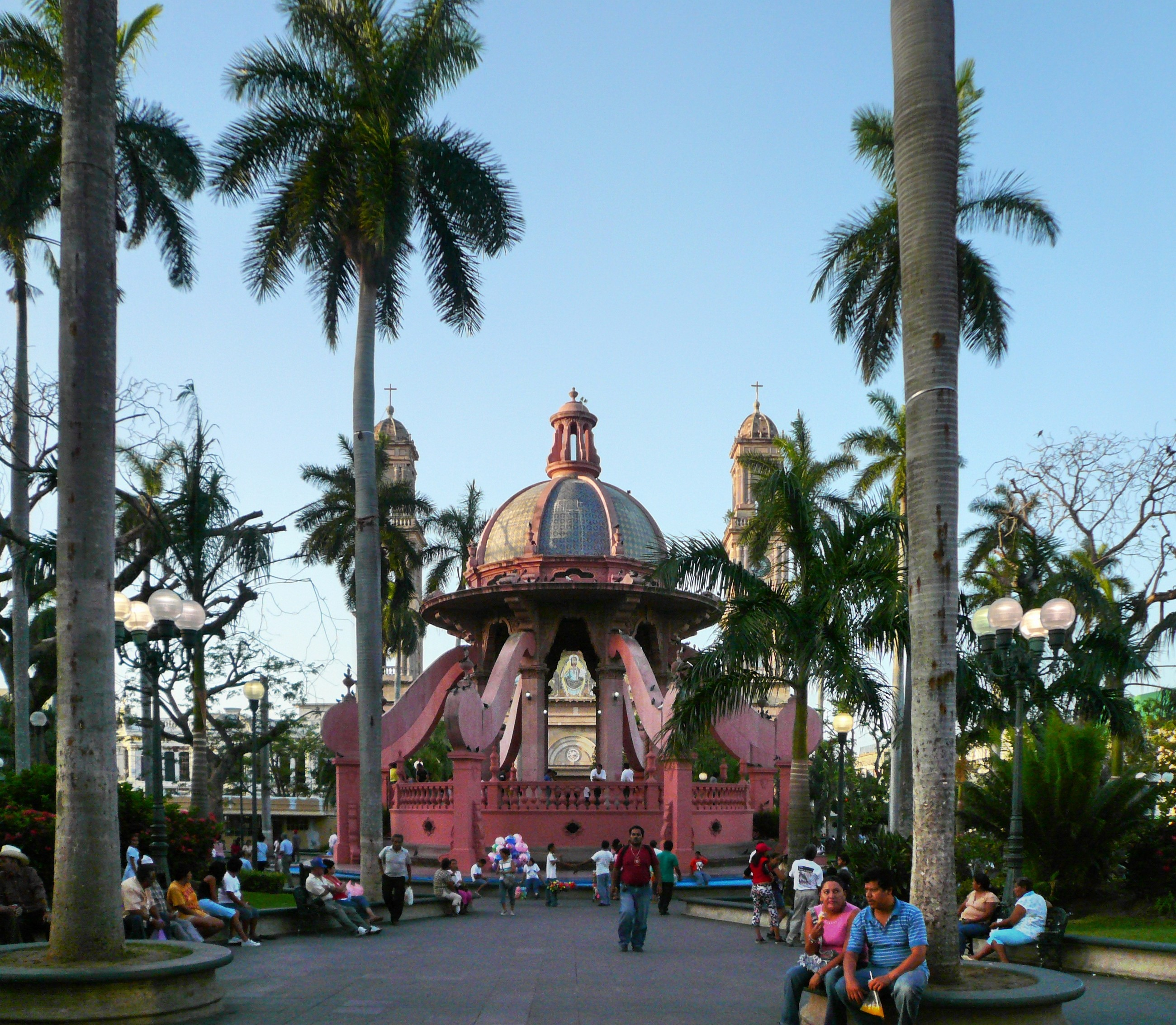
Plaza de Armas.

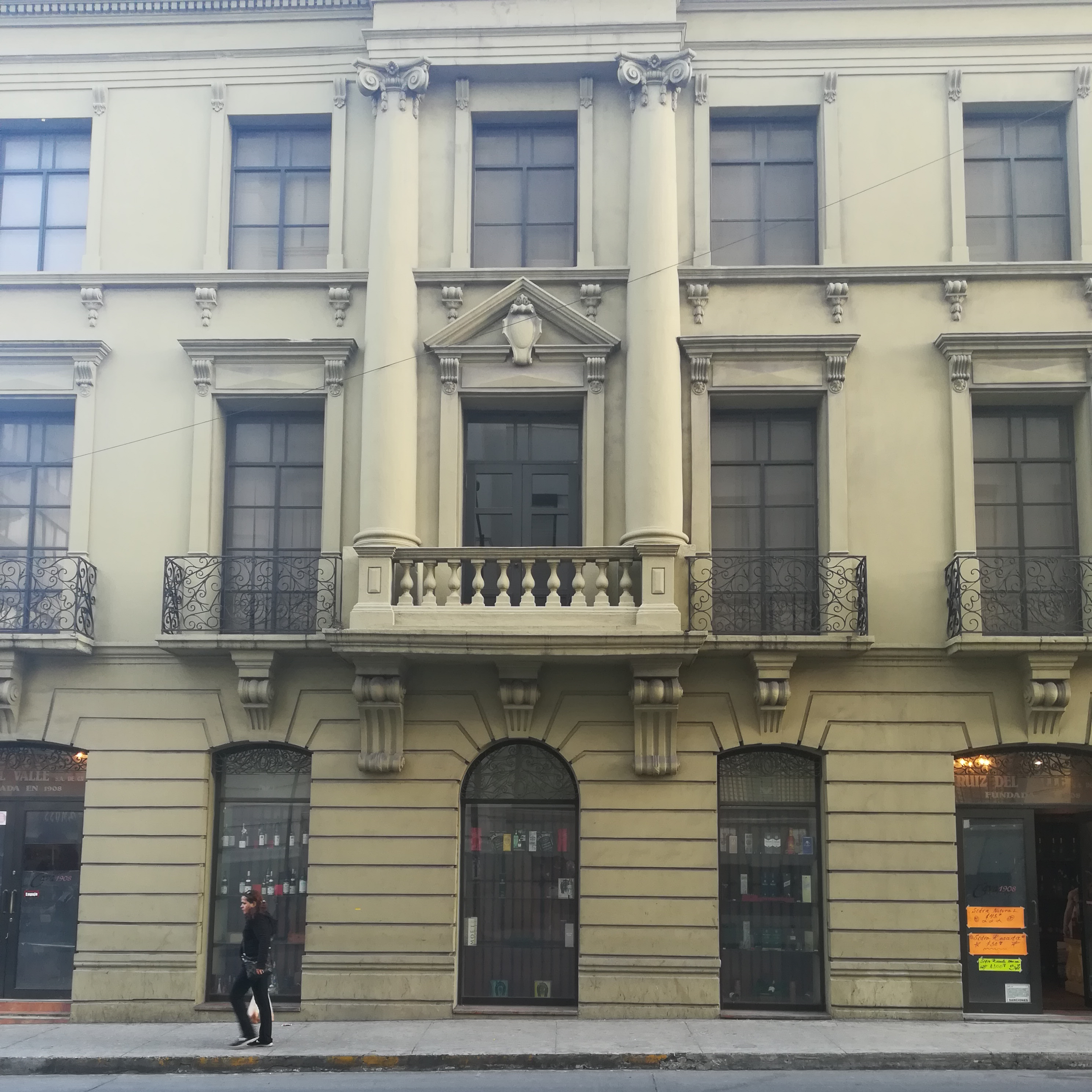
Edificio en el centro histórico

Tampico es la ciudad insignia de una extensa región con poco menos de un millón de habitantes, siendo la zona más desarrollada del estado, una ciudad dedicada principalmente al comercio, industria petroleoquímica y servicios turísticos, encontrándose; grandes cadenas industriales y comerciales.
En los últimos años la ciudad se ha ido modernizando, llevando a cabo el desarrollo de ambiciosos proyectos que apoyarán al sector turístico y a su ciudadanía, tales son los desarrollados por el Fideicomiso Centro Histórico de Tampico, que incluyen la restauración de edificios con valor patrimonial, la construcción del Espacio Cultural Metropolitano inaugurado en 2003, el proyecto Canal de la Cortadura, el Plan Maestro de Desarrollo Turístico Playa de Miramar en el municipio vecino de Ciudad Madero, el cual incluye la construcción de hoteles, fraccionamientos y edificios residenciales.
En 2014, en busca embellecer el área de la antigua aduana marítima, se llevó a cabo la demolición del antiguo Quiosco para dar paso a la nueva plaza de la ciudad, llamada "Plaza hijas de Tampico", que se ubica justo a un lado de los nuevos mercados, proyecto cual fase primeriza se concretó el día 13 de febrero de 2020.
El mercado de Tampico es de los más grandes de tamaulipas, ofreciendo productos de abarrotes o hasta artesanías, su modificación forma parte de un proyecto en el que se pretende explotar las capacidades turísticas del área de la antigua aduana marítima.
Actualmente el Aeropuerto Internacional de Tampico es el puerto aéreo más importante de la región. El aeropuerto está en constante adaptación como punto directo en vuelos nacionales e internacionales y se reciben diariamente de 15 a 20 vuelos. Las aerolíneas que predominan son: Interjet, Aeroméxico Connect de Aeroméxico, Viva Aerobús, Volaris y TAR, en servicios de vuelos nacionales, e internacionales con Continental Airlines a Houston, Texas en Estados Unidos.
En Tampico existen empresas de servicio para turismo y pesca deportiva, a través de alquiler de embarcaciones marinas y fluviales. Los torneos del Sábalo son reconocidos internacionalmente.

#### Desarrollos comerciales
El crecimiento de la ciudad, la demanda de servicios, han causado un auge económico y comercial en la última década, en 2016 se abrió al público lo que es el primer desarrollo comercial de su tipo en Tamaulipas, "Altama City Center", centro comercial que comenzó su construcción a finales de 2014.

## Demografía
Según el Censo de Población y Vivienda llevado a cabo por el Instituto Nacional de Estadística y Geografía la ciudad cuenta con una población de 297373 habitantes en el año 2020 representando un pequeño incremento respecto a los 297 284 habitantes con los que contaba en 2010, debido principalmente a que la ciudad no cuenta desde hace décadas con más territorio para extender su área urbana. Cabe mencionar que la ciudad de Tampico se encuentra prácticamente conurbada con las ciudades de: Madero y Altamira (además de la localidad de Miramar, que forma parte del municipio de Altamira) y en conjunto, los 3 municipios suman un total de 744 950 habitantes.

### Población de la ciudad de Tampico 1900-2020
| Gráfica de evolución demográfica de Tampico entre 1900 y 2020                                     |
|                                                                                                   |
| Población de los censos del Instituto Nacional de Estadística y Geografía (INEGI) de 1900 a 2020. |

### Zona metropolitana
La Zona Metropolitana de Tampico está constituida por tres municipios: Tampico, Altamira y Ciudad Madero en el estado de Tamaulipas, así como Pueblo Viejo y Pánuco, en Veracruz. En la zona metropolitana hay 927 379 habitantes de acuerdo con el último conteo oficial en 2020 por el INEGI.

## Proyectos
Actualmente el gobierno municipal en conjunto con el gobierno estatal trabajan en un proyecto llamado "Mega-Proyecto Laguna del Carpintero" donde ya se encuentra el Espacio Cultural Metropolitano denominado "METRO" y también el Centro de Convenciones y Exposiciones de Tampico "EXPO Tampico" construido para la organización de conciertos y eventos a gran escala como el concierto del tenor Plácido Domingo, Chicago, The Cranberries, Miguel Bosé, Joaquín Sabina, Luis Miguel, Ricky Martin y Ricardo Arjona.
Entre otros proyectos que tiene el gobierno municipal, están: FISMUN, Proyectos vialidades FISMUN 2011, HABITAT y SUBSEMUN
- FISMUN (Fondo de Infraestructura Social Municipal) en infraestructura educativa y urbanización municipal.
- HABITAT.
- SUBSEMUN (Subsidio para la Seguridad Pública Municipal).
- FOPAM (Fondo de Pavimentación a Municipios).

### Proyecto: "Canal de la Cortadura"
Proyecto urbano y paisajístico para reactivar la zona central de Tampico. Consiste en la creación de un parque lineal recreativo y turístico que comunique, con un sistema fluvial, el Río Pánuco y con la Laguna del Carpintero.

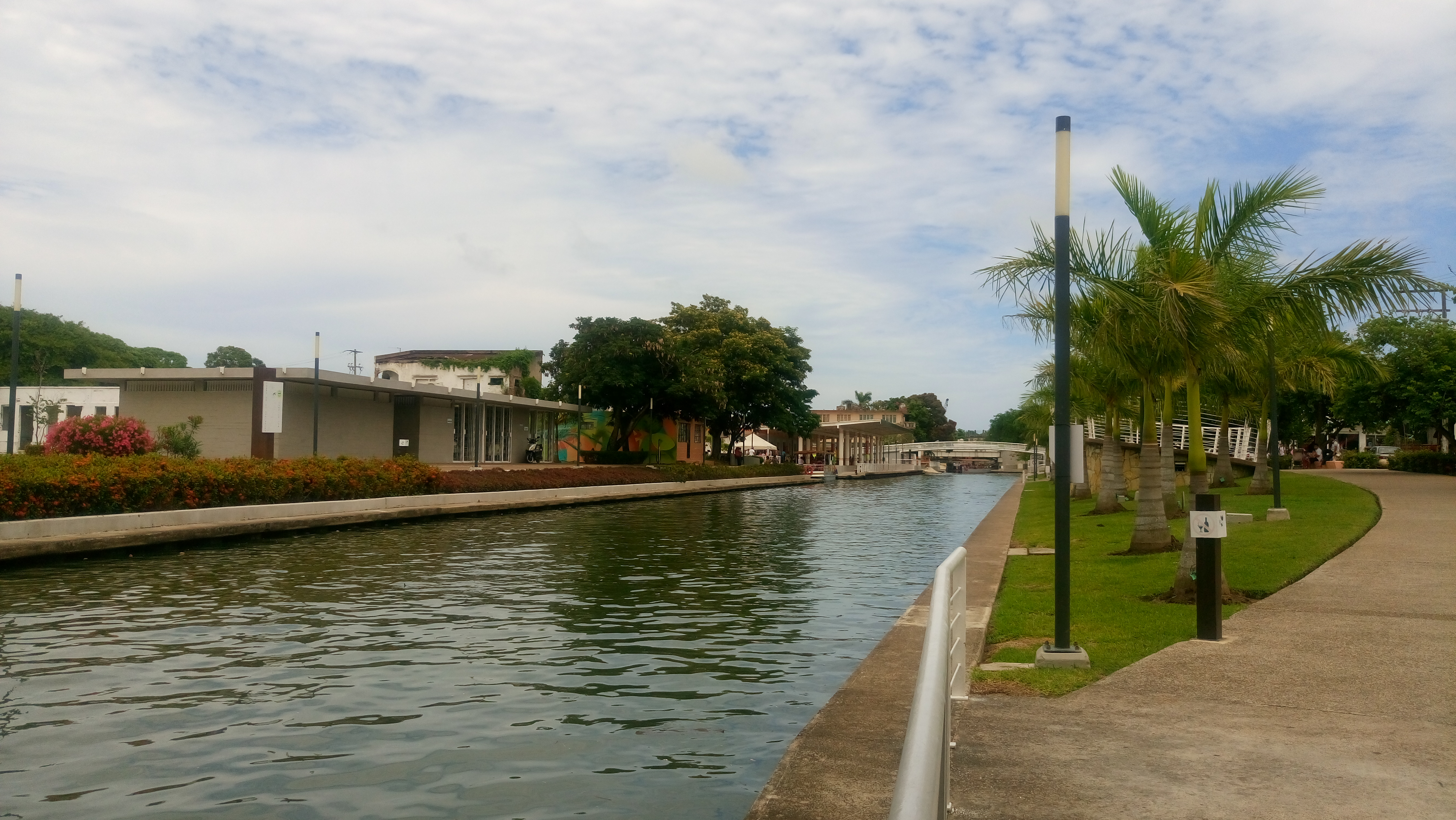
El Canal de la Cortadura es un cuerpo de agua que comunica al Río Pánuco con la Laguna del Carpintero, localizado en Tampico,

Este proyecto es una obra clave que permite contar con un paseo navegable y al mismo tiempo detonar dos proyectos complementarios que serán desarrollados por inversionistas privados, uno al interior de la propia laguna y otro en la llamada zona de la Isleta Pérez. Además este proyecto traerá importantes beneficios ecológicos que vendrán con el dragado y el saneamiento constante de la laguna sin dejar atrás los beneficios urbanos y económicos que se obtendrán con la transformación de la imagen de esta importante Área y la generación de atractivos espacios públicos, actualmente, dicho proyecto esta por concluir y se pueden apreciar obras en muros y casas de artistas locales alrededor del paseo que se ofrece en la zona.
Adicionalmente impulsa dos proyectos complementarios de desarrollo que se implementaran como la segunda y tercera etapa. Estas dependen para su realización de inversiones de la iniciativa privada y que desarrollaran la infraestructura adecuada para atraer la gran demanda de turismo náutico, deportivo y de negocios que se encuentra desde el Golfo de México hasta los Estados Unidos. Los proyectos incluyen una marina interior, en terrenos municipales listos para su aprovechamiento, ubicados en la margen oriente de la Laguna del Carpintero y una marina exterior en terrenos privados en la zona de la Isleta Pérez, desde hace tiempo subutilizados y poco aprovechados.

## Vialidades
Las avenidas y calles más importantes de la zona metropolitana de Tampico son:
- Carretera Tampico-Mante
- Avenida Ejército Mexicano
- Avenida Hidalgo
- Avenida Álvaro Obregón
- Avenida Monterrey
- Avenida Universidad
- Bulevar Adolfo López Mateos
- Faja de Oro
- Libramiento Oriente (Corredor Urbano Madero-Altamira)
- Libramiento Poniente (Maxilibramiento Tampico)
- Avenida de La Industria
- Diagonal Norte-Sur
- Circuito Interior Norte (Avenida Valles, Avenida Diagonal Sur-Norte y Calle 10)

## Sector salud
A partir del siglo XIX y ya conformándose el México independiente se crearán alternativas en el sector de la salud en el puerto como la Beneficencia Española en 1840 (primera que se fundó en el país); y en 1871 la Droguería y Farmacias "El Fénix", la cadena de farmacias más antigua de México.
Actualmente el sector salud es otra importante fuente de empleos e ingresos en la zona ya que cuenta con más de doce hospitales públicos y privados con los mejores adelantos técnicos y un cuerpo médico de gran prestigio compuesto por más de 1200 médicos que ejercen entre más de 45 especialidades de medicina. Entre los principales hospitales privados con que se cuenta están:
- Hospital Beneficencia Española de Tampico
- Hospital Médica Salve
- Hospital Sanatorio Alijadores
- Clínica Santo Ángel
- Hospital Médica Universidad
- Hospital Ángeles Tampico
- Centro Materno - Infantil (CEMAIN)
- Hospital General de Tampico "Dr. Carlos Canseco"

Otras instituciones que brindan servicios de salud en la Zona Metropolitana son los hospitales y clínicas de PEMEX, IMSS, ISSSTE, el Hospital General Dr. Carlos Canseco de Tampico, el Hospital Naval y el Hospital Militar así como varias clínicas especializadas, laboratorios y gabinetes de diagnósticos.

## Arte y cultura

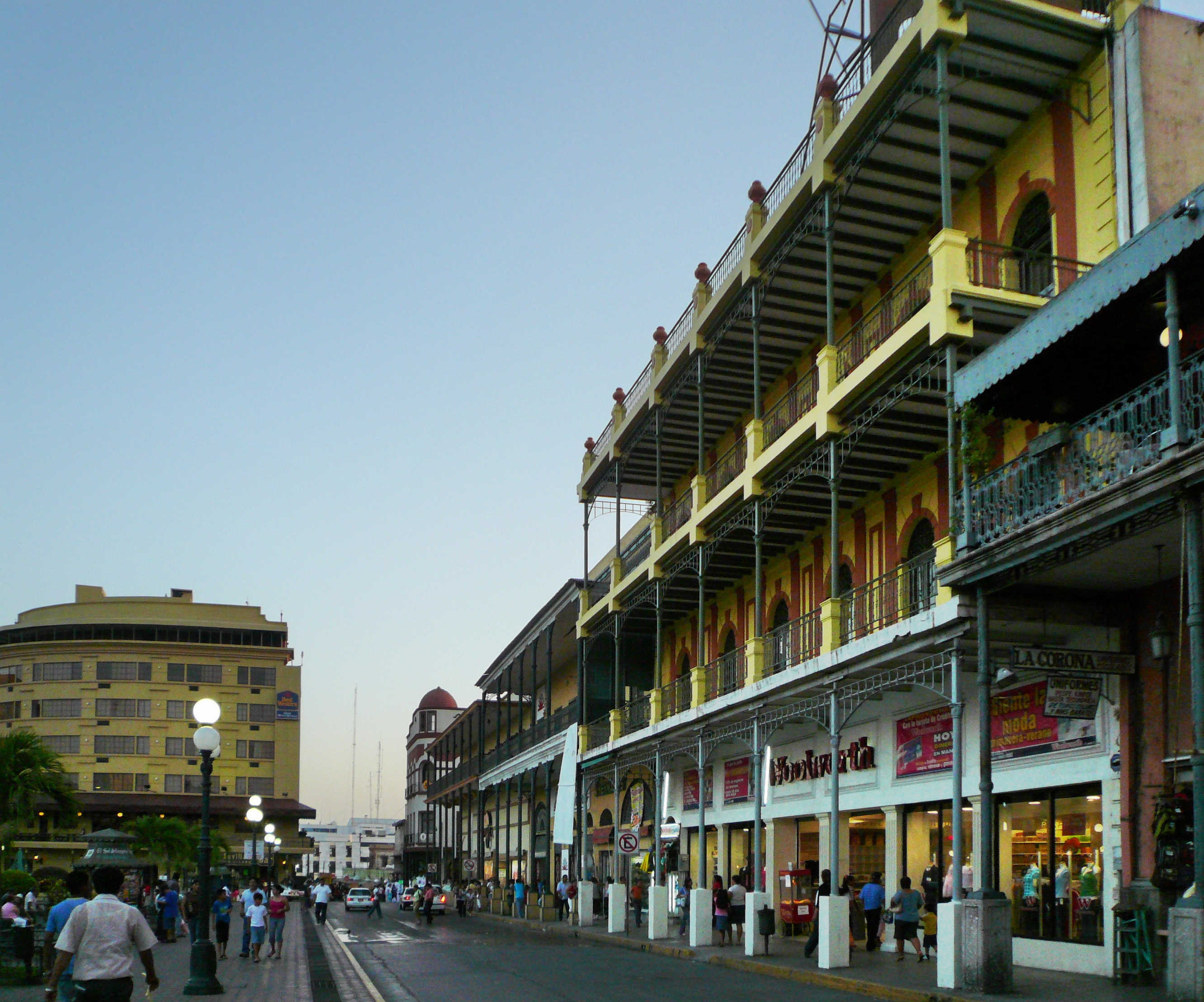
Arquitectura estilo Nueva Orleans.

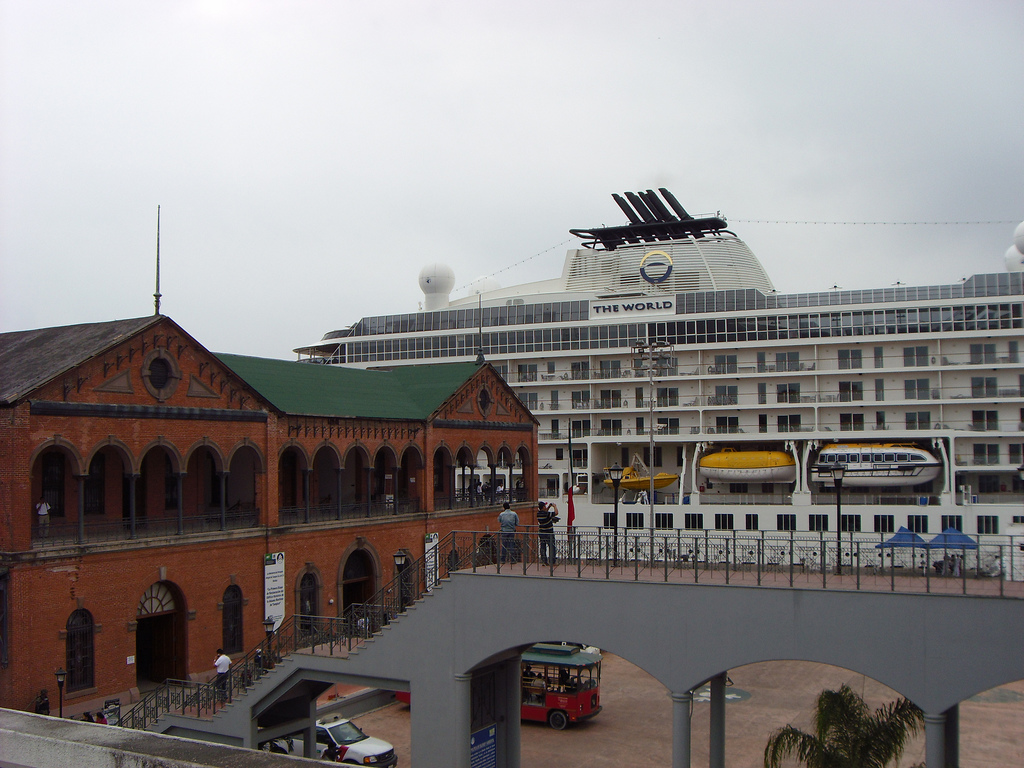
Antigua Aduana Marítima de Tampico

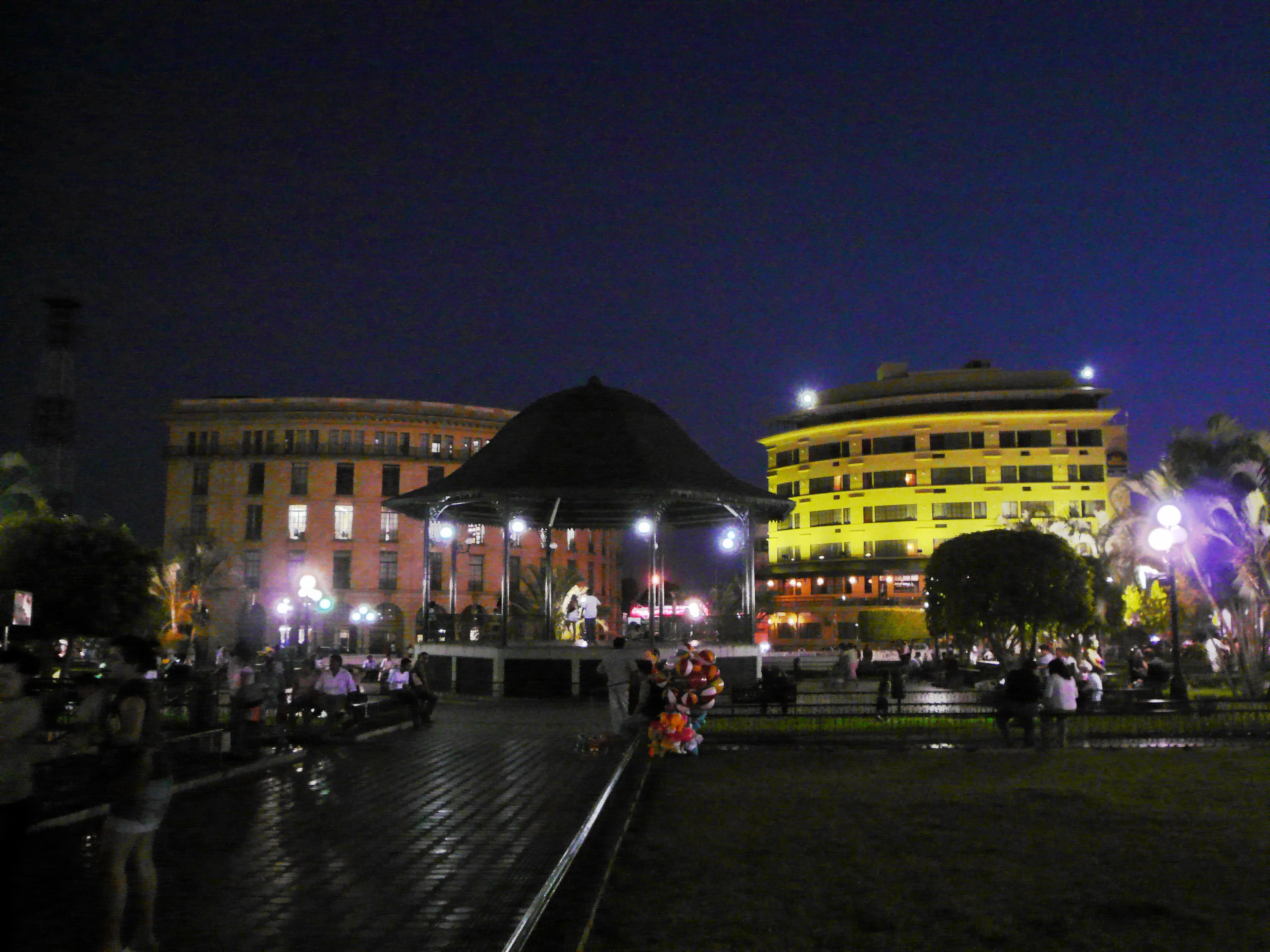
Centro histórico de Tampico

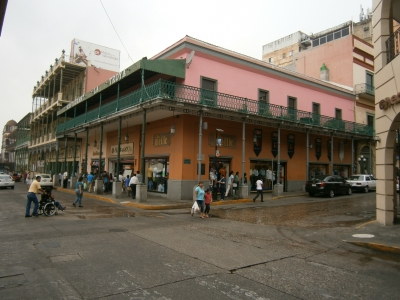
Antigua Casa de Castilla en el 2015, construcción más antigua de la ciudad.

Mercado municipal del puerto.

### Arquitectura del centro de Tampico
Está caracterizada por una arquitectura ecléctica, ya que es una mezcla de arquitectura, moderna, art déco y neoclásica francesa debido a la gran cantidad de inmigrantes franceses en Tampico. Aunque desde 1986 el INAH catalogó la gran mayoría de los edificios de la Zona Centro, fue declarada "zona patrimonial de monumentos históricos y artísticos" en 1993. En 1997 se crea el Fideicomiso Centro Histórico de Tampico (FICETAM) para apoyar la restauración de edificios y coordinar eventos culturales en el centro histórico.

### Antigua Aduana Marítima
El edificio de la Antigua Aduana Marítima de Tampico construido el 16 de octubre de 1902 durante el Porfiriato alberga al Museo "La Victoria de Tampico de 1829" que se encuentra dentro del Edificio Histórico de la Aduana Marítima de Tampico. El edificio fue inaugurado el 16 de octubre de 1902 durante el Porfiriato.

### Espacio Cultural Metropolitano
Nace con la intención de tener un centro de educación y cultura en la zona. El Espacio Cultural Metropolitano también conocido como “el metro”, es un campo de carácter mundial el cual desde su comienzo ha servido de marco a espectáculos significativos culturales mundiales.
Este espacio con más de 27 000 m² en su área de construcción que está dividido en varias secciones.

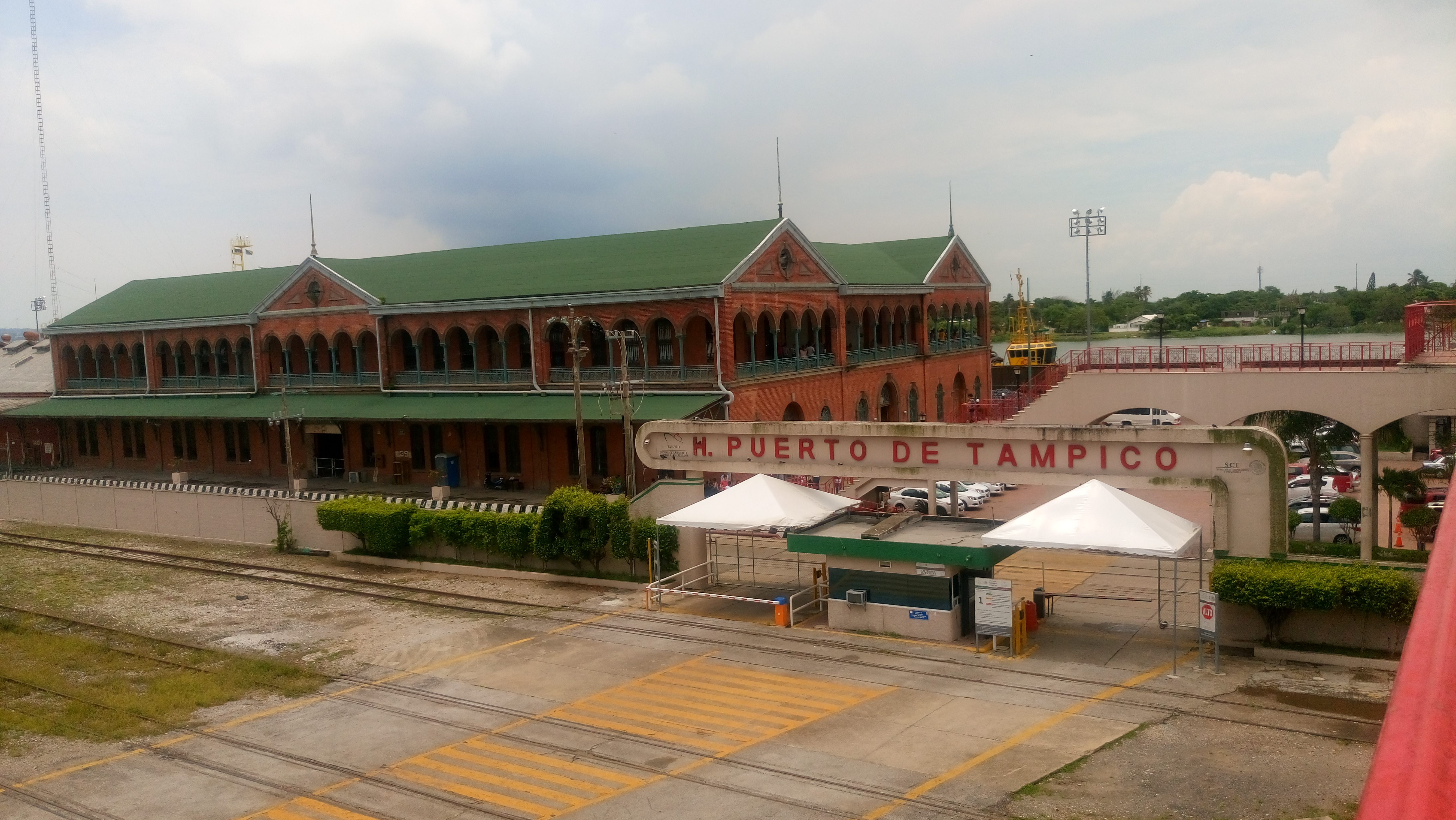
Edificio histórico de la aduana de Tampico

Diversas salas con diferentes usos que están abiertas al público en general y pueden ser visitadas, siendo estas:

#### Teatro Metropolitano
Siendo el ámbito principal "del Metro" tiene capacidad para recibir a 1100 personas, equipado y estructurado de acuerdo a especificaciones y necesidades técnicas internacionales. Cuenta con elevador de foso de orquesta y con todo lo necesario para la presentación de compañías completas de ópera, danza y teatro. Cuenta con un sistema de mecánica teatral, iluminación y sonido de primer nivel, así como un magnífico diseño acústico.

#### Teatro Experimental
Esta área cuenta con una considerable maleabilidad para toda clase de actividades culturales que se presentan en ella. El escenario puede colocarse en cualquier lugar dentro de esta área. Tiene una capacidad de 320 espectadores y es capaz de acoger obras de teatro, danza, conferencias, exhibiciones, presentaciones de libros, etc.

#### Galería de Exposiciones Temporales
Es una sala de 1000 m², la cual cuenta con las normas de seguridad planteadas por un procedimiento internacional, iluminación, control de humedad y clima.

#### Museo de la Cultura Huasteca
Este sector hace gala de una importante colección arqueológica y etnográfica que muestra el nacimiento y crecimiento de la cultura prehispánica que se desarrolló en la zona, fortaleciendo el lazo con las raíces antepasadas, educando el presente, y fortaleciendo el futuro.
- Se inauguró el 16 de enero de 1960 en un edificio del Instituto Tecnológico de Ciudad Madero. En 2003 se trasladó a su sede actual, el Espacio Cultural Metropolitano. Cuenta con piezas arqueológicas y etnográficas de la región.
- Espacio Alterno de Exposiciones.
- Biblioteca Pública N.º 8051, la cual actualmente se encuentra abierta.

#### Museo de la Ciudad de Tampico

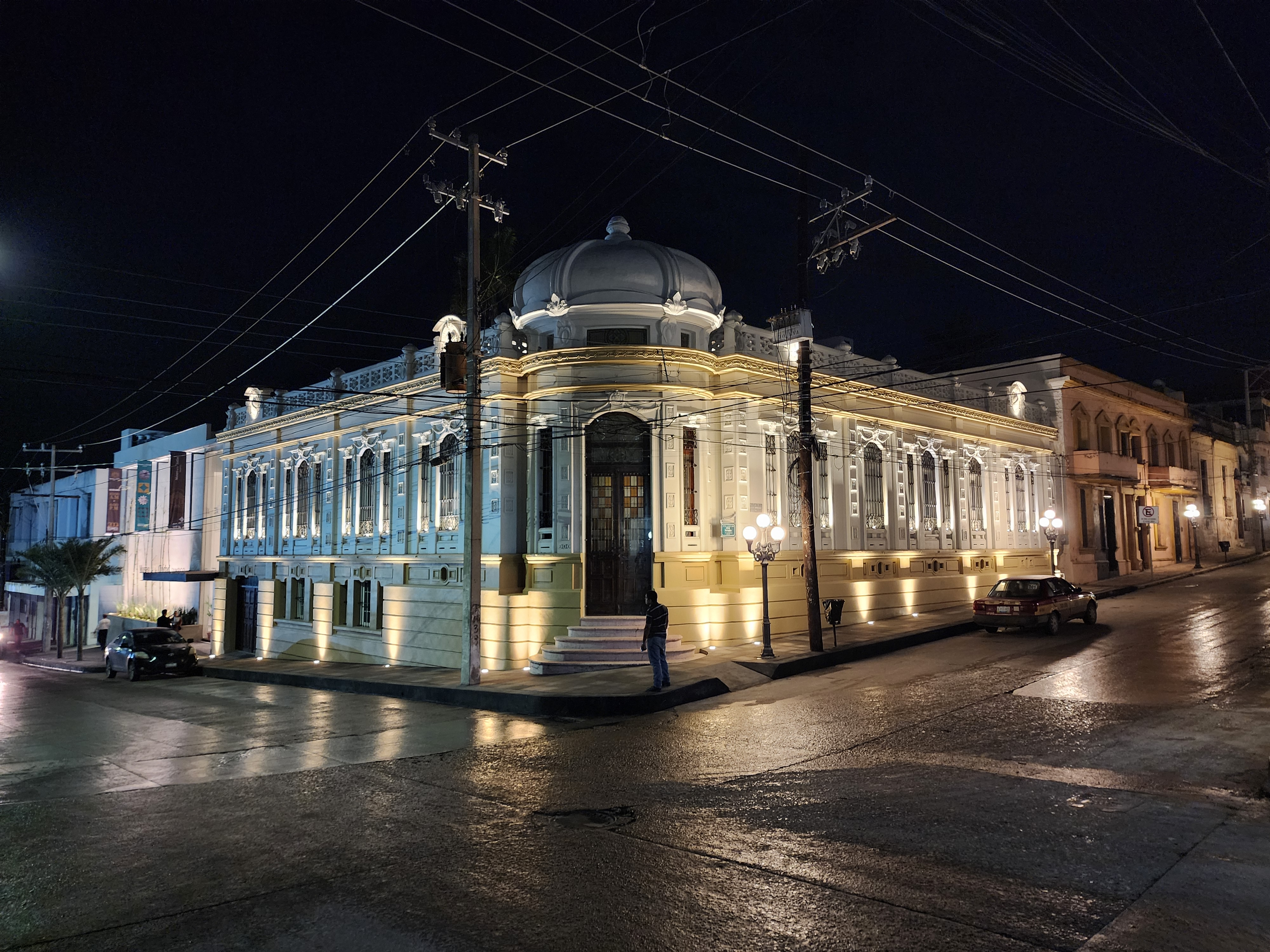
Museo de la ciudad de Tampico

- Inaugurado en diciembre de 2023, el Museo de la Ciudad de Tampico es un espacio cultural, celebrando el bicentenario de la ciudad. Más que una simple estructura, este museo se convierte en un referente social que invita tanto a los habitantes como a los visitantes a explorar su historia y cultura.[24]  Su misión es rescatar la memoria histórica del Puerto Jaibo y conmemorar sus 200 años de fundación, que se celebraron en abril de 2023. Los visitantes podrán embarcarse en un recorrido a través de diversas épocas, descubriendo acontecimientos y hechos que han marcado la historia del puerto, así como apreciando su rica herencia cultural y gastronómica.[25]

##### Salas
- Sala 1. Se compone del Encuentro de Culturas en el que se podrá observar las escenografías en maquetas 3D del mundo huasteco, colonización, evangelización y ataques piratas que han formado parte de la historia y desarrollo del puerto.
- Sala 2.Se explica la fundación de la ciudad, mostrando una maqueta y la recreación del primer plano de Tampico, una proyección del hecho histórico explicando la situación política y económica del año de 1823.
- Sala 3. Se presentan los relatos de viajeros y un Photo Call con una recreación del Camarote del siglo XIX junto a una colección y libros multimedia a los cuales los visitantes podrán tener acceso y tomarse las fotos del recuerdo.
- Sala 4. Hay una pantalla multitáctil con información y juegos de las intervenciones y conflictos históricos en las cuales podrán interactuar, además de mamparas con la línea del tiempo de México y Tampico (1836-1877) junto a una maqueta de la evolución de la ciudad tras la independencia.
- Sala 5. Se encuentra con una maqueta 3D de proyección cenital explicando los yacimientos de petróleo de la huasteca, una maqueta de realidad virtual mostrando un mapa de la ciudad en la etapa del auge petrolero, un espacio en el que se presentará la historia de la cuna de la aviación en México.
- Sala 7. Ilustra la actividad portuaria de la ciudad con un Photo Call para que disfruten de la escenografía y se lleven un recuerdo más de este proyecto
- Sala 8.Es un punto de encuentro con mamparas y proyección de videos históricos relatan el crisol de culturas que conforman la identidad tampiqueña.
- Sala 9. Trae consigo los recuerdos de los ciclones que han devastado a la ciudad como lo fueron en los años 33 y 55, la destrucción y reconstrucción de la ciudad, contará con una recreación para que puedan tomarse fotografías y una pequeña sala de proyección con un documental de dichos desastres naturales.
- Sala 10. Mostrará el presente y futuro de la ciudad con juegos y ecosistema interactivo de la flora y la fauna, video documental, un futbolito a escala del estadio Tamaulipas para jugar, así como archivos ciudadanos[25]

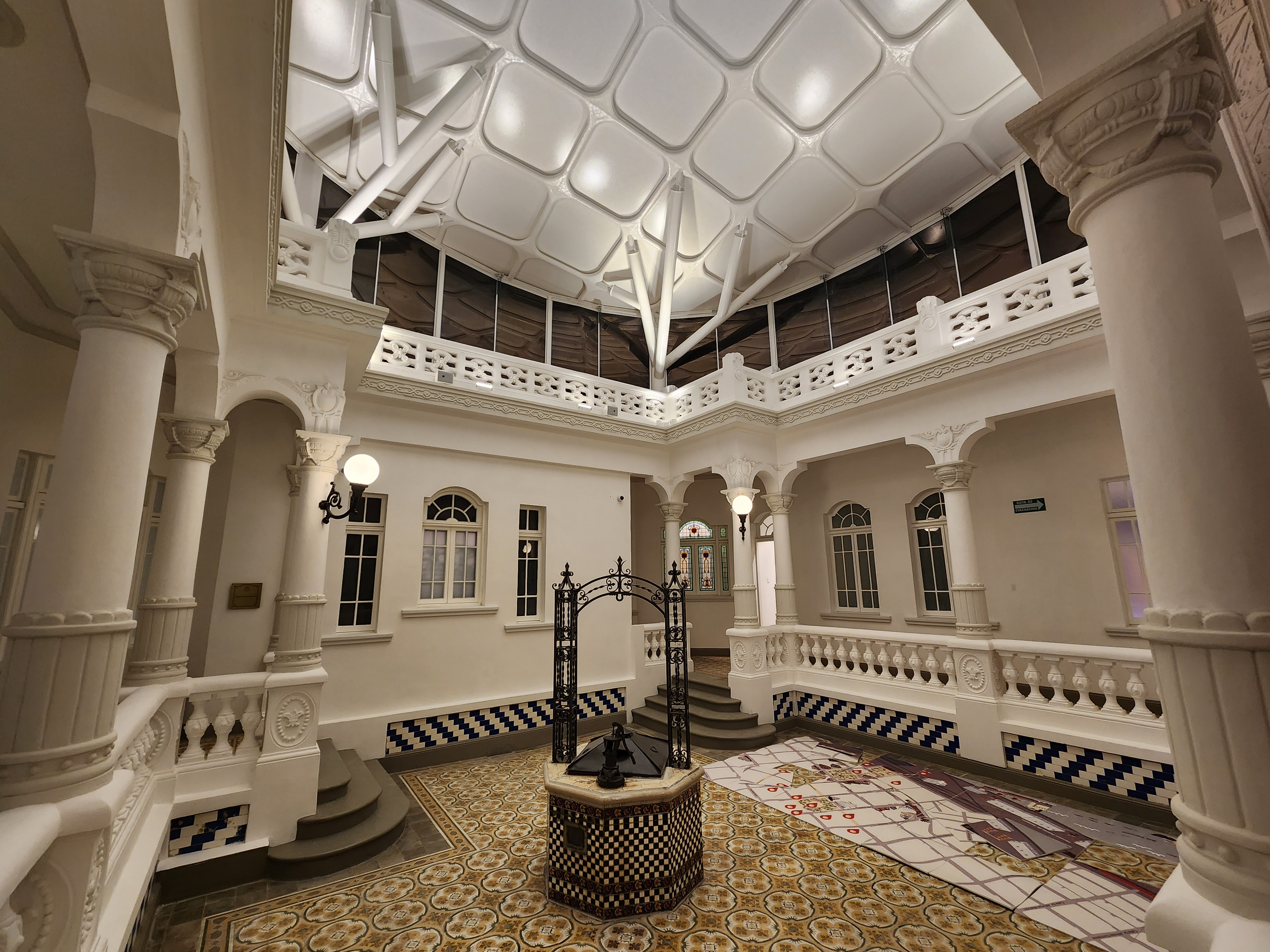
Interior del museo de la ciudad de Tampico

### Medios de comunicación
| Canal | Nombre del Canal    | Frecuencia  | Perfil de programación | Operado por                                          |
| ----- | ------------------- | ----------- | ---------------------- | ---------------------------------------------------- |
| 1.1   | Azteca Uno          | XHWT-TDT    | Generalista            | TV Azteca                                            |
| 1.2   | ADN 40              | XHWT-TDT    | Generalista            | TV Azteca                                            |
| 2.1   | Las Estrellas       | XHGO-TDT    | Generalista            | Televisa                                             |
| 2.2   | Foro TV             | XHGO-TDT    | Noticias               | Televisa                                             |
| 3.1   | Imagen Televisión   | XHCTTA-TDT  | Generalista            | Grupo Imagen                                         |
| 3.2   | Excélsior TV        | XHCTTA-TDT  | Noticias               | Grupo Imagen                                         |
| 4.1   | Televisa Tamaulipas | XHTPZ-TDT   | Generalista            | Televisa                                             |
| 5.1   | Canal 5             | XHD-TDT     | Generalista            | Televisa                                             |
| 6.1   | Canal 6             | XHTAO-TDT   | Generalista            | Multimedios                                          |
| 6.2   | Milenio             | XHTAO-TDT   | Noticias               | Multimedios                                          |
| 6.3   | City Channel Tv     | XHTAO-TDT   | Generalista            | City Channel                                         |
| 6.4   | MVS TV              | XHTAO-TDT   | Generalista            | MVS                                                  |
| 7.1   | Azteca 7            | XHTAU-TDT   | Generalista            | TV Azteca                                            |
| 7.2   | A+                  | XHTAU-TDT   | Generalista            | TV Azteca                                            |
| 9.1   | Nu9ve               | XHTPZ-TDT   | Generalista            | Televisa                                             |
| 10.1  | Canal 10            | XHFW-TDT    | Generalista            | Grupo Flores                                         |
| 11.1  | Canal Once          | XHSPRTA-TDT | Cultural               | Sistema Público de Radiodifusión del Estado Mexicano |
| 14.1  | Canal Catorce       | XHSPRTA-TDT | Cultural               | Sistema Público de Radiodifusión del Estado Mexicano |
| 20.1  | TV UNAM             | XHSPRTA-TDT | Cultural               | Sistema Público de Radiodifusión del Estado Mexicano |
| 22.1  | Canal 22            | XHSPRTA-TDT | Cultural               | Sistema Público de Radiodifusión del Estado Mexicano |

| Nombre de la emisora | Indicativo de la emisora | Frecuencia | Perfil de programación | Operado por                        |
| -------------------- | ------------------------ | ---------- | ---------------------- | ---------------------------------- |
| Hits                 | XHFW                     | 88.5       | Pop                    | Multimedios Radio                  |
| VOX                  | XHTOT                    | 89.3       | Oldies                 | Grupo Radio Cañón                  |
| Ke Buena             | XHMU                     | 90.1       | Grupera                | Grupo AS                           |
| Fiesta Mexicana      | XHPAV                    | 91.7       | Ranchera               | Grupo AS                           |
| El Heraldo Radio     | XHRRT                    | 92.5       | Noticias               | Grupo Andrade                      |
| @FM                  | XHPP                     | 93.5       | Pop                    | Grupo Radiorama                    |
| La Caliente          | XHTPO                    | 94.5       | Grupera                | Multimedios Radio                  |
| La Lupe              | XHTW                     | 94.9       | Generalista            | Multimedios Radio                  |
| EXA                  | XHOX                     | 95.3       | Pop                    | MVS                                |
| Classic              | XHON                     | 96.1       | Oldies                 | Multimedios Radio                  |
| La Poderosa          | XHHF                     | 96.9       | Grupera                | Grupo AS                           |
| Los 40               | XHRW                     | 97.7       | Pop                    | Grupo AS                           |
| Romántica            | XHETO                    | 98.5       | Oldies                 | Grupo AS                           |
| Vida Romántica       | XHETU                    | 99.3       | Oldies                 | Grupo AS                           |
| La Mejor             | XHJT                     | 100.1      | Grupera                | MVS                                |
| Oreja W              | XHS                      | 100.9      | Pop                    | Grupo AS                           |
| La Mexicana          | XHAR                     | 101.7      | Ranchera               | Grupo AS                           |
| Oasis Vida           | XHMRT                    | 102.5      | Religiosa Cristiana    | Martha Morales Resendiz            |
| Imagen Radio         | XHMDR                    | 103.1      | Noticias               | Grupo Imagen Radio                 |
| Radio Tamaulipas     | XHVIC                    | 107.9      | Cultural               | Gobierno del Estado de Tamaulipas  |
| La Huasteca          | XHEOLA                   | 103.5      | Huapangos              | Grupo AS                           |
| Radio Fórmula        | XHMTS                    | 103.9      | Noticias               | Grupo Fórmula                      |
| Boom FM              | XHERP                    | 104.7      | Oldies                 | Grupo AS                           |
| Radio UAT            | XHCPAZ                   | 105.1      | Cultural               | Universidad Autónoma de Tamaulipas |
| La Líder de Tampico  | XHLE                     | 107.9      | Oldies                 | Corporativo Radiofónico de México  |

### Música
Por pertenecer a la región Huasteca, es cuna de innumerables grupos musicales de Huapango que alegran las fiestas populares. Además por ser parte de la región del Golfo han coexistido otros ritmos como la Chacona y el Son, sin olvidar la música norteña que ha llegado de la frontera norte, así como el jazz. La Casa de la Cultura de Tampico cuenta con la Fonoteca de la Ciudad, en donde se pueden escuchar estos y otros géneros de música de la región.
Tampico es la sede de la Orquesta Sinfónica de la Universidad Autónoma de Tamaulipas, cuya calidad ha permitido acompañar artistas famosos.

## Educación

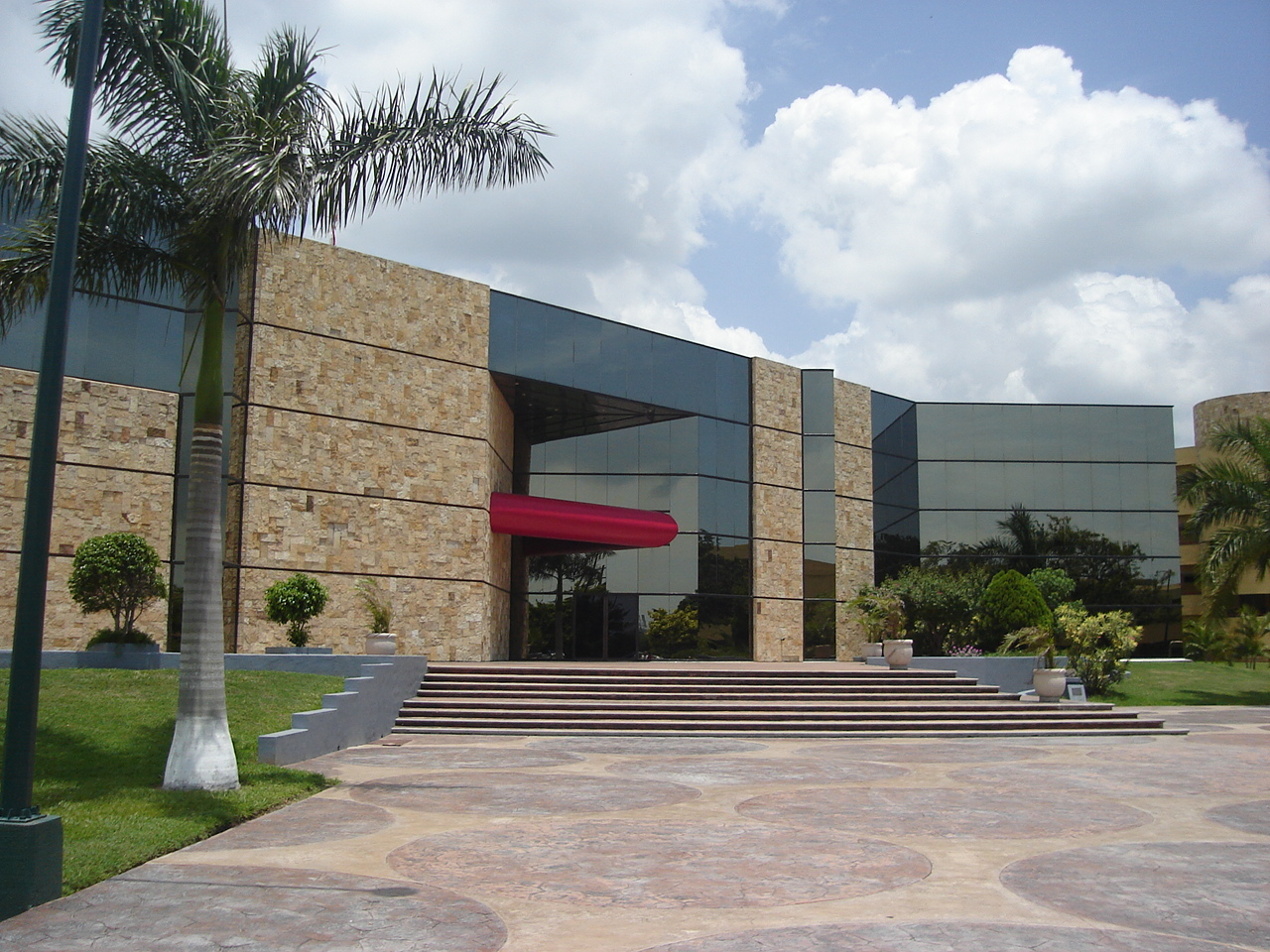
Tecnológico de Monterrey, Campus Tampico

En Tampico y su zona metropolitana se encuentran diversas instituciones de educación básica, media superior y superior tanto públicas como privadas.
Algunas casas de estudio públicas son la Universidad Autónoma de Tamaulipas (UAT) Campus Tampico - Madero el cual es el más grande de Tamaulipas, el Instituto Tecnológico de Ciudad Madero, el Instituto Tecnológico de Altamira, la Universidad Politécnica de Altamira, entre otras.

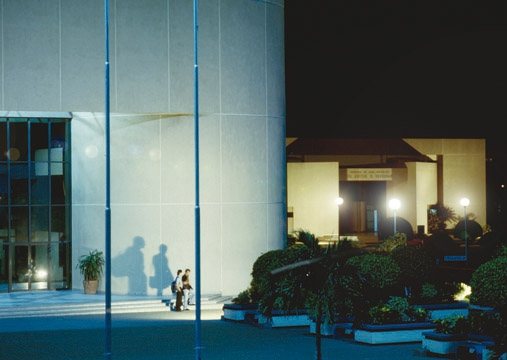
Instituto de Estudios Superiores de Tamaulipas

Dentro de las universidades privadas se encuentran las siguientes: el Instituto de Estudios Superiores de Tamaulipas (IEST) de la Red de Universidades Anáhuac, el Instituto Tecnológico y de Estudios Superiores de Monterrey (ITESM), la Universidad del Noreste (UNE), la Universidad del Valle de México (UVM), y la Universidad Interamericana para el Desarrollo (UNID), entre otras.
En la zona metropolitana de Tampico, existen más de 15 universidades, siendo una de las ciudades con mayor oferta educativa de la región.

### Instituciones de educación superior
- Instituto de Estudios Superiores de Tamaulipas (IEST).
- Instituto Tecnológico de Ciudad Madero (ITCM).
- Instituto Tecnológico de Estudios Superiores de Monterrey (ITESM).
- Universidad Autónoma de Tamaulipas (UAT).
- Universidad del Valle de Bravo (UVB).
- Universidad del Noreste (UNE).
- Universidad Tecnológica de Altamira (UT).
- Universidad Politécnica de Altamira (UPALT).
- Instituto Tecnológico de Altamira (ITA).
- Escuela Náutica Mercante de Tampico (ENMT).

## Deportes

### Fútbol
También existe el Tampico Madero, más conocido como la Jaiba Brava. Es un equipo con historia en primera división del fútbol mexicano y campeón del fútbol mexicano en una ocasión. Actualmente se encuentra en la Liga de expansión ( 2da categoría de México) .
En su última temporada lograría ser SubCampeon de la liga de expansión tras perder la final en el estadio Jalisco  contra UDG , con un marcador de 2-1 en la ida y 1-0 en la vuelta, el partido se iría a tiempo extra y posteriormente los penales, donde el Tampico Madero se proclamaría subcampeón del clausura 2025.
El estadio del equipo es el "Estadio Tamaulipas", también llamado "Coloso de la Unidad Nacional" debido a la colonia donde se ubica, tiene la peculiaridad de que la mitad norte se encuentra en Tampico y la mitad sur en Ciudad Madero. Cuenta con capacidad para 19 667 personas.
También existe el equipo Orgullo Surtam de la Liga TDP el cual juega sus partidos de local en el Estadio Tamaulipas.

### Básquetbol
Los Huracanes de Tampico fue un equipo de la Liga Nacional de Baloncesto Profesional con sede en el gimnasio de la Universidad Autónoma de Tamaulipas, denominado por el mismo equipo como "El ojo del huracán".
De 1982 al año 2000, existió el equipo Correcaminos UAT Tampico, que compitió en la Liga Nacional de Baloncesto Profesional de México y logró ser el primer campeón de dicha competencia, tuvo su sede en el gimnasio de la UAT, equipo que marcó historia en el básquetbol en Tampico.
Desde el 2023 juega en el gimnasio de la UAT el equipo Jaibos de Tampico, el cual participa en la liga profesional CIBAPAC.
Otros deportes y disciplinas:
En este apartado tendríamos que mencionar que en el puerto de Tampico se llevan a cabo cada año diferentes torneos de windsurf, surf, voleibol playero, moto náutica, tenis, y pesca. Es precisamente en Tampico en donde se llevó a cabo el primer torneo de pesca en el país en el año de 1942. Este es llamado "Torneo Internacional del Sábalo".
Las UNIDEP
Las Unidades deportivas en Tampico son centros deportivos públicos, donde se imparten diversas disciplinas: natación, gimnasia, kárate, fútbol, basquetbol, etc.

## Gentilicio
Las personas oriundas de la ciudad de Tampico, Tamaulipas; reciben el gentilicio de tampiqueños, pero también son reconocidos como jaibos, debido a que la jaiba es uno de los muchos productos del mar que se comercializa en la zona, como también parte de la gastronomía local preparada como "jaibas rellenas".